# YouTube (chaîne vidéo)
YouTube (anciennement YouTube Spotlight) est la chaîne YouTube officielle du site de vidéos éponyme. Pendant une brève période fin 2013, cette chaîne a été celle ayant le plus d'abonnement de la plateforme. En mars 2024, la chaîne comptait 39,8 millions d'abonnés.
En mai 2025, la chaîne compte 43,3 millions d'abonnés et 2,58 milliards de vues de vidéos. 

## Historique
La chaîne YouTube a été créée le 1er février 2005. Le 2 novembre 2013, la chaîne YouTube a brièvement dépassé la chaîne de PewDiePie pour devenir la chaîne avec le plus d'abonnements du site internet. La chaîne a atteint la première position grâce à la suggestion automatique et à la présélection comme option d'abonnement lors de l'inscription d'un nouvel utilisateur sur YouTube. Tout au long du mois de décembre 2013, la chaîne et PewDiePie ont été en compétition, mais PewDiePie l'a définitivement obtenu le 23 décembre 2013.